# Valley King Records
Valley King Records ist ein amerikanisches Musiklabel mit Sitz in Novato, einer Stadt im Marin County im amerikanischen Bundesstaat Kalifornien. Dort werden seit 2010 Tonträger von Gruppen veröffentlicht, die stilistisch vor allem dem Alternative Rock, Hard Rock oder Stoner Doom zuzuordnen sind.

## Veröffentlichungen (Auswahl)
- Altamont – Civil War Fantasy (2014)
- Cavity – After Death (2017)
- Spiders – Nothing Like You (7", 2011)
- The Monkeywrench – Goes Round Comes Round (2017)